# Liam Delap
Liam Rory Delap (Winchester, Inglaterra, 8 de febrero de 2003) es un futbolista británico. Juega como delantero para el Chelsea F. C. de la Premier League.

## Trayectoria
Nació en Winchester, Hampshire, y es hijo del exfutbolista profesional Rory Delap, quien representó al equipo.
Delap se unió a la academia de Manchester City en 2019 procedente del Derby County, impresionando desde muy joven y siendo internacional en varios niveles juveniles con Inglaterra.
El 24 de septiembre de 2020 hizo su debut con el primer equipo en una victoria en casa por 2-1 contra el AFC Bournemouth en la EFL Cup, anotando su primer gol senior en el minuto 18. Después del partido, el entrenador Pep Guardiola lo elogió y confirmó que continuaría entrenando con el primer equipo.
El 27 de septiembre de 2020 hizo su debut en la Premier League en una derrota en casa por 5-2 contra el Leicester City, sustituyendo a Fernandinho en el minuto 51.
El 18 de agosto de 2022 el Stoke City F. C. anunció su fichaje en calidad de cedido para la temporada 2022-23. Esta la completó en el Preston North End F. C. después de que en enero se cancelara la cesión. Para la siguiente campaña fue prestado al Hull City A. F. C., con el que marcó ocho goles en 32 partidos.
El 13 de julio de 2024 abandonó definitivamente el conjunto mancuniano al ser traspasado al Ipswich Town F. C. En su única campaña anotó doce tantos en la Premier League y en junio de 2025 fichó por el Chelsea F. C.

## Estadísticas

### Clubes
Actualizado al último partido disputado el 13 de julio de 2025.
| Club                               | Div.          | Temporada     | Liga  | Liga  | Copas nacionales | Copas nacionales | Copas internacionales | Copas internacionales | Total | Total |
| Club                               | Div.          | Temporada     | Part. | Goles | Part.            | Goles            | Part.                 | Goles                 | Part. | Goles |
| ---------------------------------- | ------------- | ------------- | ----- | ----- | ---------------- | ---------------- | --------------------- | --------------------- | ----- | ----- |
| Manchester City F. C. Inglaterra   | 1.ª           | 2020-21       | 1     | 0     | 2                | 1                | 0                     | 0                     | 3     | 1     |
| Manchester City F. C. Inglaterra   | 1.ª           | 2021-22       | 1     | 0     | 1                | 0                | 1                     | 0                     | 3     | 0     |
| Manchester City F. C. Inglaterra   | Total club    | Total club    | 2     | 0     | 3                | 1                | 1                     | 0                     | 6     | 1     |
| Stoke City F. C. Inglaterra        | 2.ª           | 2022-23       | 22    | 3     | 1                | 0                | ―                     | ―                     | 23    | 3     |
| Stoke City F. C. Inglaterra        | Total club    | Total club    | 22    | 3     | 1                | 0                | 0                     | 0                     | 23    | 3     |
| Preston North End F. C. Inglaterra | 2.ª           | 2022-23       | 15    | 1     | 0                | 0                | ―                     | ―                     | 15    | 1     |
| Preston North End F. C. Inglaterra | Total club    | Total club    | 15    | 1     | 0                | 0                | 0                     | 0                     | 15    | 1     |
| Hull City A. F. C. Inglaterra      | 2.ª           | 2023-24       | 31    | 8     | 1                | 0                | ―                     | ―                     | 32    | 8     |
| Hull City A. F. C. Inglaterra      | Total club    | Total club    | 31    | 8     | 1                | 0                | 0                     | 0                     | 32    | 8     |
| Ipswich Town F. C. Inglaterra      | 1.ª           | 2024-25       | 37    | 12    | 3                | 0                | ―                     | ―                     | 40    | 12    |
| Ipswich Town F. C. Inglaterra      | Total club    | Total club    | 37    | 12    | 3                | 0                | 0                     | 0                     | 40    | 12    |
| Chelsea F. C. Inglaterra           | 1.ª           | 2024-25       | ―     | ―     | ―                | ―                | 6                     | 1                     | 6     | 1     |
| Chelsea F. C. Inglaterra           | 1.ª           | 2025-26       | 0     | 0     | 0                | 0                | 0                     | 0                     | 0     | 0     |
| Chelsea F. C. Inglaterra           | Total club    | Total club    | 0     | 0     | 0                | 0                | 6                     | 1                     | 6     | 1     |
| Total carrera                      | Total carrera | Total carrera | 107   | 24    | 8                | 1                | 7                     | 1                     | 122   | 26    |
| 1. 2.                              |               |               |       |       |                  |                  |                       |                       |       |       |

## Palmarés

### Campeonatos nacionales
| Título          | Club                  | País       | Año     |
| --------------- | --------------------- | ---------- | ------- |
| Copa de la Liga | Manchester City F. C. | Inglaterra | 2020-21 |
| Premier League  | Manchester City F. C. | Inglaterra | 2020-21 |

### Campeonatos internacionales
| Título                            | Equipo        | Sede           | Año  |
| --------------------------------- | ------------- | -------------- | ---- |
| Copa Mundial de Clubes de la FIFA | Chelsea F. C. | Estados Unidos | 2025 |